# Восгерау, Сёрен
Сёрен Восгерау (дат. Søren Vosgerau, род. 16 марта 2000, Сканнерборг, Центральная Ютландия) — датский профессиональный велогонщик, выступающий за клубные и континентальные команды. Наиболее известен своими успехами в молодёжных категориях, включая серебряную медаль на групповой гонке чемпионата Дании в 2021 году среди гонщиков до 23 лет.

## Образование
С 2006 по 2016 год Сёрен Восгерау учился в школе Сканнерборга.
C 2016 по 2017 годы учился в 10м классе спортивной школы Икаста.
В 2017 году поступил в гимназию Сканнерборга на четырехлетнюю программу «Команда Дании», закончив её с отличием в 2021 году по дисциплинам обществознание, математика и английский язык.
В августе 2023 года Сёрен Восгерау поступил на бакалавриат Орхусского университета по специальности «политология», который планирует закончить в 2026 году.

## Деловая карьера
С марта 2015 по июнь 2016 года Восгерау подрабатывал почтальоном. С апреля 2018 по декабрь 2018 он был уборщиком помещений. В октябре 2020 года устроился на подработку продавцом в розничный магазин, где проработал до февраля 2021 года, а с сентября 2021 по январь 2022 Восгерау попробовал себя в роли курьера.
В августе 2021 года он приходит учителем-стажёром в школу Сканнерборга, которую он закончил ранее. В этой школе он будет работать до августа 2023 года.
В январе 2022 у него появился первый постоянный контракт с велокомандой Riwal Cycling Team, затем преобразовавшейся в Leopard TOGT Pro Cycling.
С декабря 2022 года Сёрен Восгерау имеет частичную занятость в компании Swapfiets, занимающейся прокатом велосипедов и велосипедного оборудования.

## Спортивная карьера
Сёрен Восгерау начал заниматься велоспортом в юношеском клубе Odder Cykel Klub.
В 2019 году он перешёл в команду Team OK Kvickly Odder Elite, где одержал свою первую победу на лицензионной гонке в Нестведе. Этот успех стал важным шагом в его карьере, позволив ему закрепиться в элитных соревнованиях.
В 2021 году Сёрен Восгерау присоединился к команде Team Sparekassen Vendsyssel Aalborg, где продолжил демонстрировать прогресс. В том же году он выиграл гонку Мельдгор и гонку в Оддере, а также занял второе место на групповой гонке чемпионата Дании среди гонщиков до 23 лет, несмотря на то, что на последних 20 километрах гонки у него случилась судорога. Этот результат стал одним из ключевых в его карьере, подчеркнув его потенциал как перспективного гонщика. 31 декабря 2021 года во время тренировки в Силькеборге Александр Салби, Мортен Гадгор и Сёрен Восгерау были сбиты автомобилем, водитель которого нарушил ПДД. Восгерау и Гадгор отделались царапинами на коже и ушибами, Салби сломал ключицу.
В 2022 году он перешёл в континентальную команду Riwal Cycling Team, где участвовал в международных соревнованиях, таких как Тур Бретани и Ронде ван де Ахтерхук. Однако его результаты в этот период были скромными, и он часто сходил с дистанции. В августе 2022 года Сёрен Восгерау сломал правый локоть в результате падения, и вынужден был взять пятимесячный перерыв.
В 2023 году Восгерау выступал за клубную команду Team JS.dk, продолжая участвовать в локальных и национальных гонках. Его результаты в этот период оставались на уровне середины пелотона. В мае 2023 года на последнем этапе Кубка Пинсе он разбился в аварии на высокой скорости и сломал левый локоть, после чего снова был вынужден взять перерыв в спортивной карьере.

### Достижения
2018
10-й на командной гонке чемпионата Эсбьерга среди гонщиков до 23 лет, кубок Торнадо (DCU)
8-й на Кубке Гриннстеда среди гонщиков до 19 лет (DCU)
Кубок Xtreme
6-й на 2-м этапе
9-й на 4-м этапе
7-й на 5-м этапе
2019
3-й на гонке Мельдгор, велоклуб Рёдекро
Give Elementer, велоклуб Гиве
1-й этап Три дня на севере
7-й на CK Djurs
8-й на Agro Top
2-й на CK Aarhus
6-й на 5-м этапе Sparekassen Kronjylland Bck, кубок Торнадо
2021
8-й на Karma Easter Race
9-й на Co:Play Grand Prix
9-й на Holbæk Cs Demin Cup //Ladies Cup // Uno-X Cup 1. afd.
10-й на 3-м этапе кубка Campione Pinse
Мельдгор, велоклуб Рёдекро
2-й на кубке Demin
10-й на гонке Фредерисии
9-й на гонке Kolding Bc — Pierre Ejendomme
Odder Ck
2-й на чемпионате Дании, групповая гонка среди спортсменов до 23 лет
Три дня на севере
9-й на 1-м этапе
10-й на 2-м этапе
2022
Велосипедная неделя Раннерса
7-й на 3-м этапе
6-й в генеральной классификации
2023
5-й на критериуме Frederikshøj/Windowmaster powered by Martinsen
7-й на 2-м этапе кубка Campione Pinse